# جزایر سلیمان در المپیک تابستانی ۲۰۲۴
کاروان المپیکی جزایر سلیمان، یکی از کاروان‌های شرکت‌کننده در بازی‌های المپیک تابستانی ۲۰۲۴ بود. این دوره از بازی‌ها از ۲۶ ژوئیه تا ۱۱ اوت ۲۰۲۴ (۵ تا ۲۱ امرداد ۱۴۰۳ خورشیدی) به میزبانی پاریس، پایتخت فرانسه برگزار شد. این حضور، یازدهمین حضور کاروان جزایر سلیمان در المپیک بود.
این کاروان، تنها کاروانی بود که تمامی اعضای آن‌را زنان تشکیل دادند و هیچ مردی در آن نبود. دو زن ورزشکار این کاروان، پرچمداران این کشور در آیین گشایش این دوره از بازی‌ها بودند.

## شرکت‌کنندگان
فهرست زیر به ورزشکاران این کاروان اشاره دارد.
| ورزش        | مردان | زنان | مجموع |
| ----------- | ----- | ---- | ----- |
| دو و میدانی | ۰     | ۱    | ۱     |
| شنا         | ۰     | ۱    | ۱     |
| مجموع       | ۰     | ۲    | ۲     |